# Volksuniversiteit Rotterdam

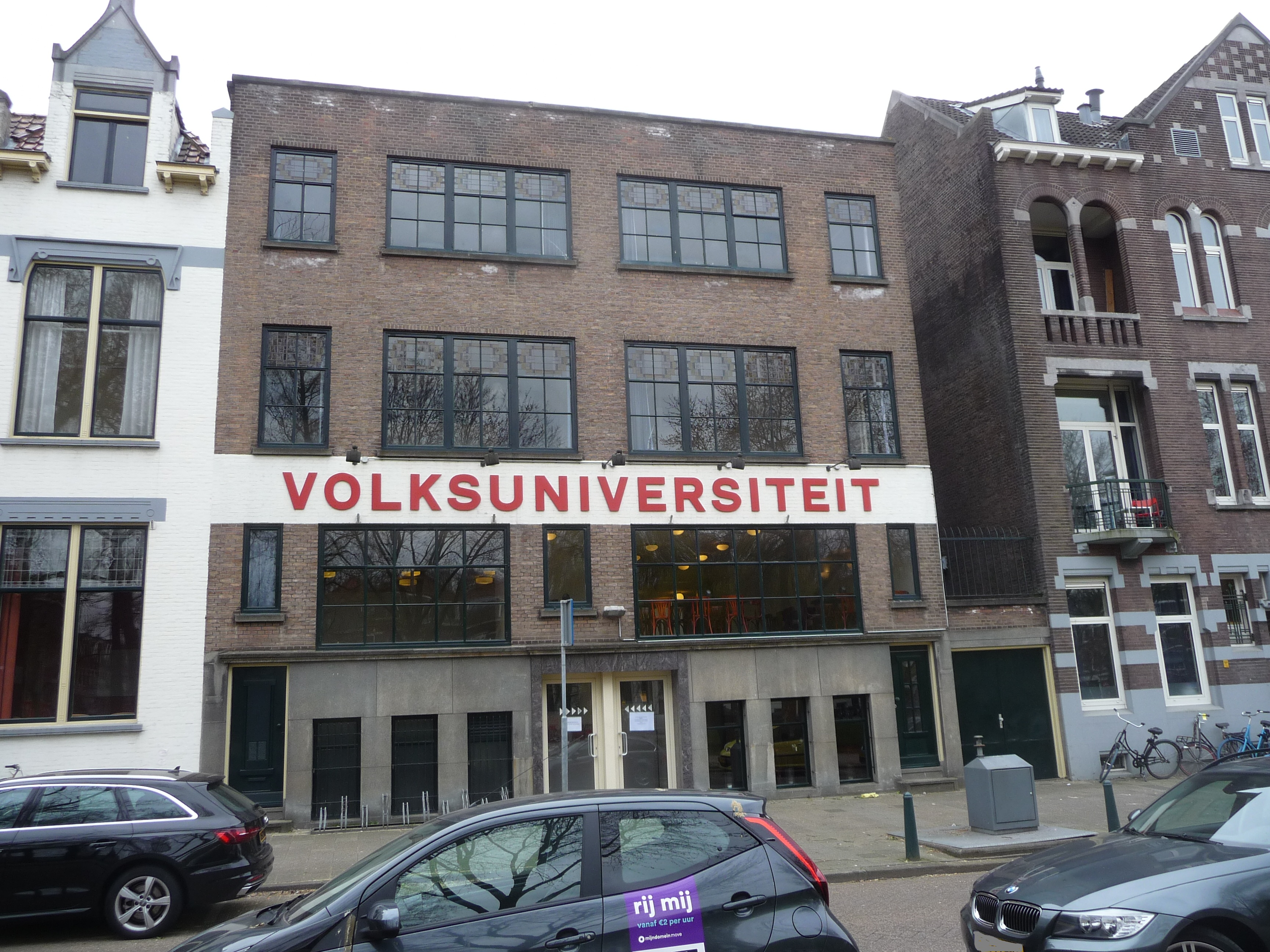
Rotterdamse Volksuniversiteit aan Heemraadssingel 277

De Volksuniversiteit Rotterdam of Rotterdamse Volksuniversiteit is een cursuscentrum voor volwassenen in Rotterdam gevestigd aan de Heemraadssingel 275 in Rotterdam. Deze instelling verzorgt toegankelijke en betaalbare cursussen voor alle Rotterdammers met o.a. taalcursussen, kunstgeschiedenis, tekenen en schilderen, tuinieren, computerlessen, etc.
Dit instituut is opgericht in 1917 in navolging van Amsterdam, als eerste Nederlandse Volksuniversiteit in 1913, en Den Haag. Het was eerst gevestigd aan de Leuvehaven no. 74. Een van de oprichters was bankier Willem Cornelis Mees, die in die tijd ook de Nederlandsche Handels-Hoogeschool mede-oprichtte. 
Van 1928 tot 1985 was dit instituut gevestigd in Villa Dijkzigt. In 1930 zorgde zij aldaar voor de aanbouw van een filmzaal, die in 1992 weer plaatsmaakte voor het glazen paviljoen voor het Natuurhistorisch Museum Rotterdam. 
Een centrale persoon in de Volksuniversiteit was Ida van Dugteren, die vanaf 1918 tot 1960 leiding gaf aan het instituut, en hiervoor is onderscheiden met een Zilveren Anjer. Gedurende de crisisjaren speelde zij vanuit deze positie ook een belangrijke rol bij de instandhouding van de Radio Volksuniversiteit, later RVU. De leiding is overgenomen door Tinta Drost (1910-1997), die daarvoor in 1975  is onderscheiden met de Laurenspenning.

## Publicaties, een selectie
- Leo Ott, Naar wijder Horizon, Voor de viering van 50-jaar de Volksuniversiteit Rotterdam in 1967
- Sanneke van Hassel, Carel van Hees (fotografie) Wat maakt u van het leven? Honderd jaar Rotterdamse Volksuniversiteit. Rotterdam: Uitgeverij Diafragma, 2017.[2][1]

## Afbeeldingen

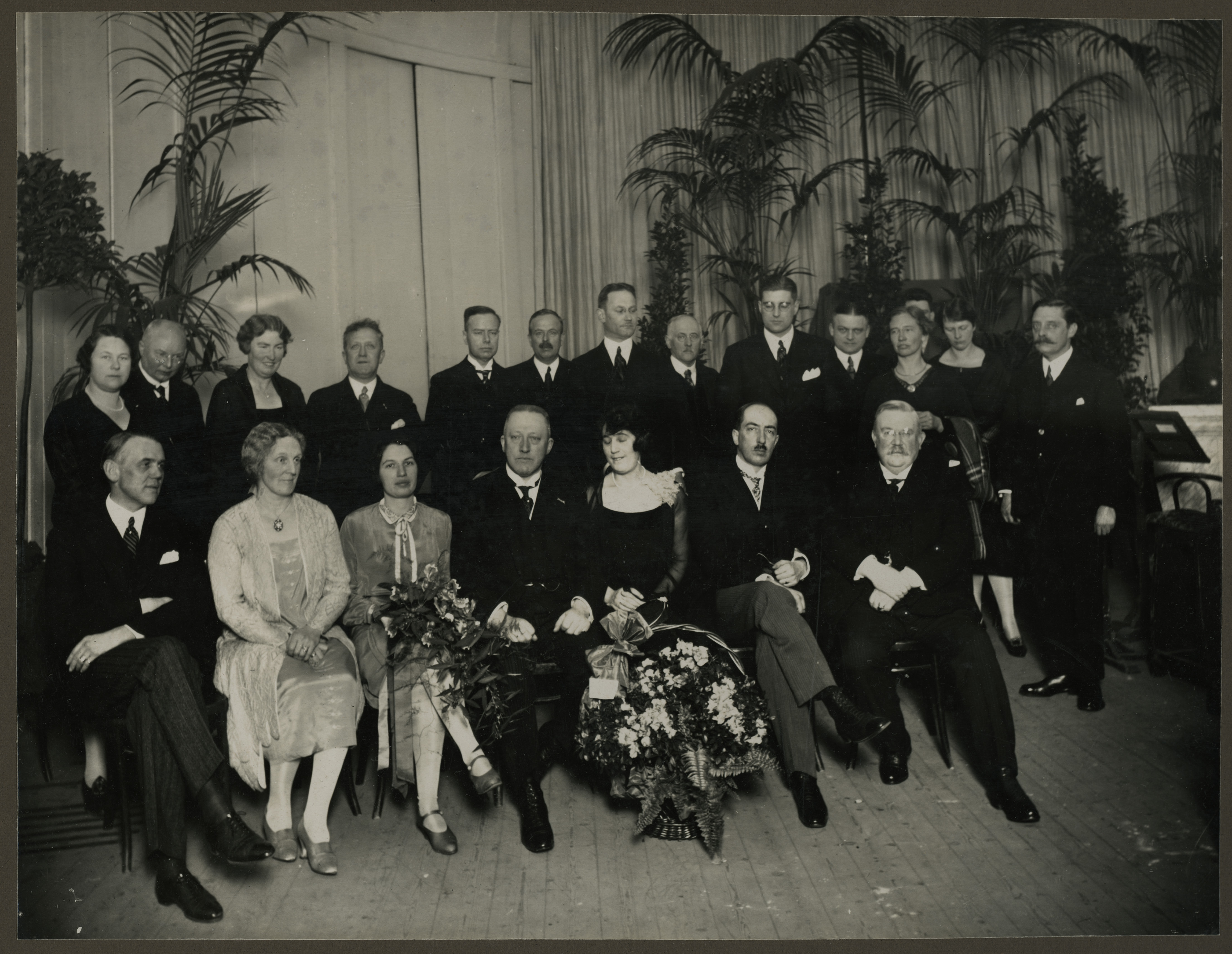
Bestuur en directie bij tienjarig jubileum, 1927
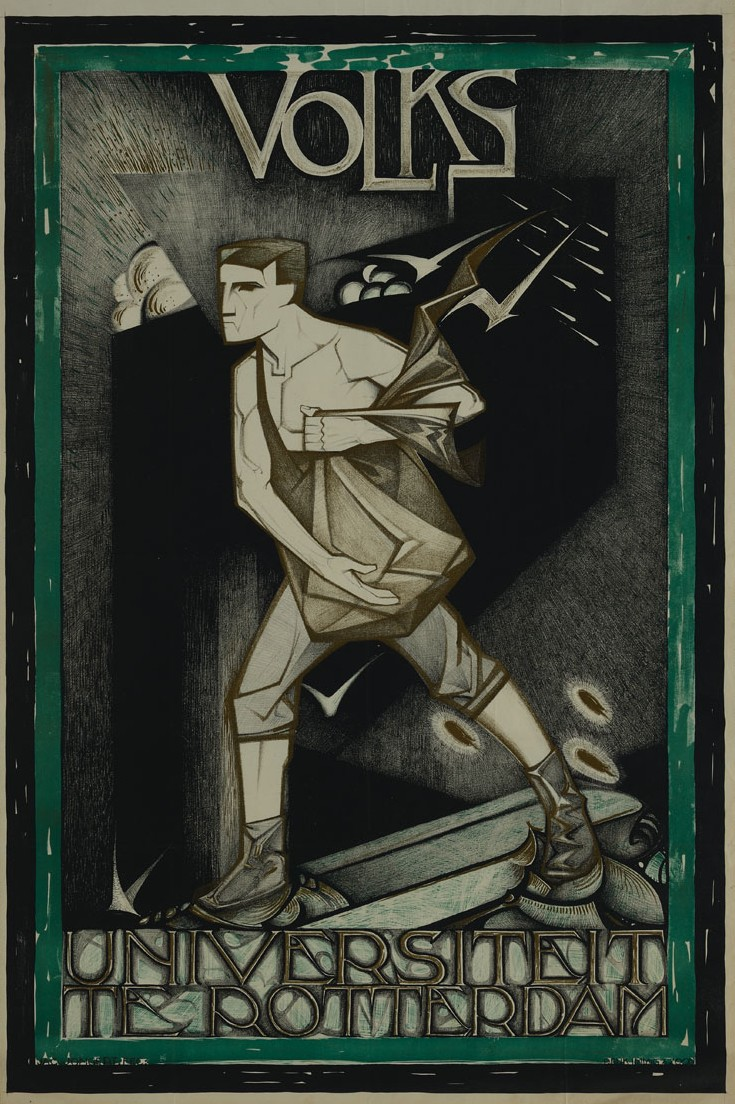
Reclameprint van Jacob Jongert uit jaren 1930
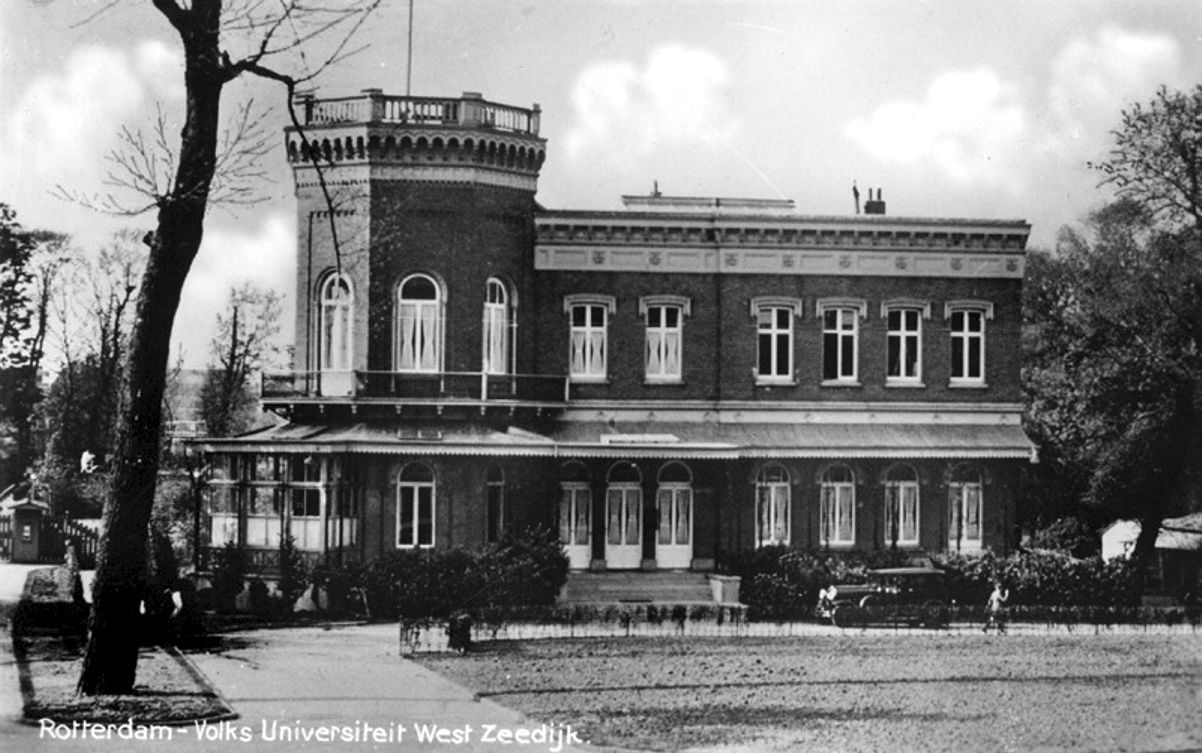
Volksuniversiteit aan Westzeedijk, 1937
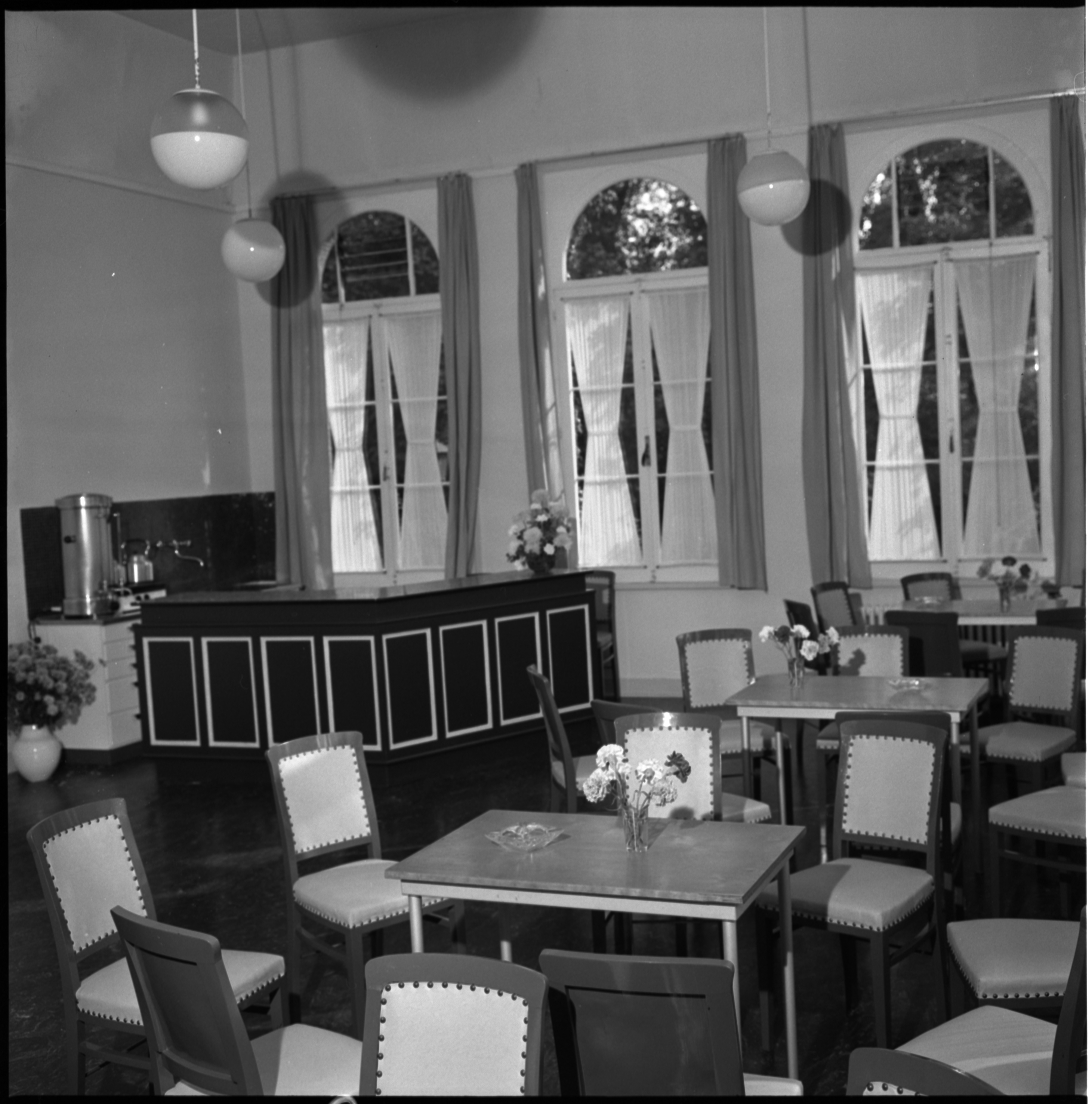
Cursuslokaal aan Westzeedijk omgebouwd tot koffiekamer
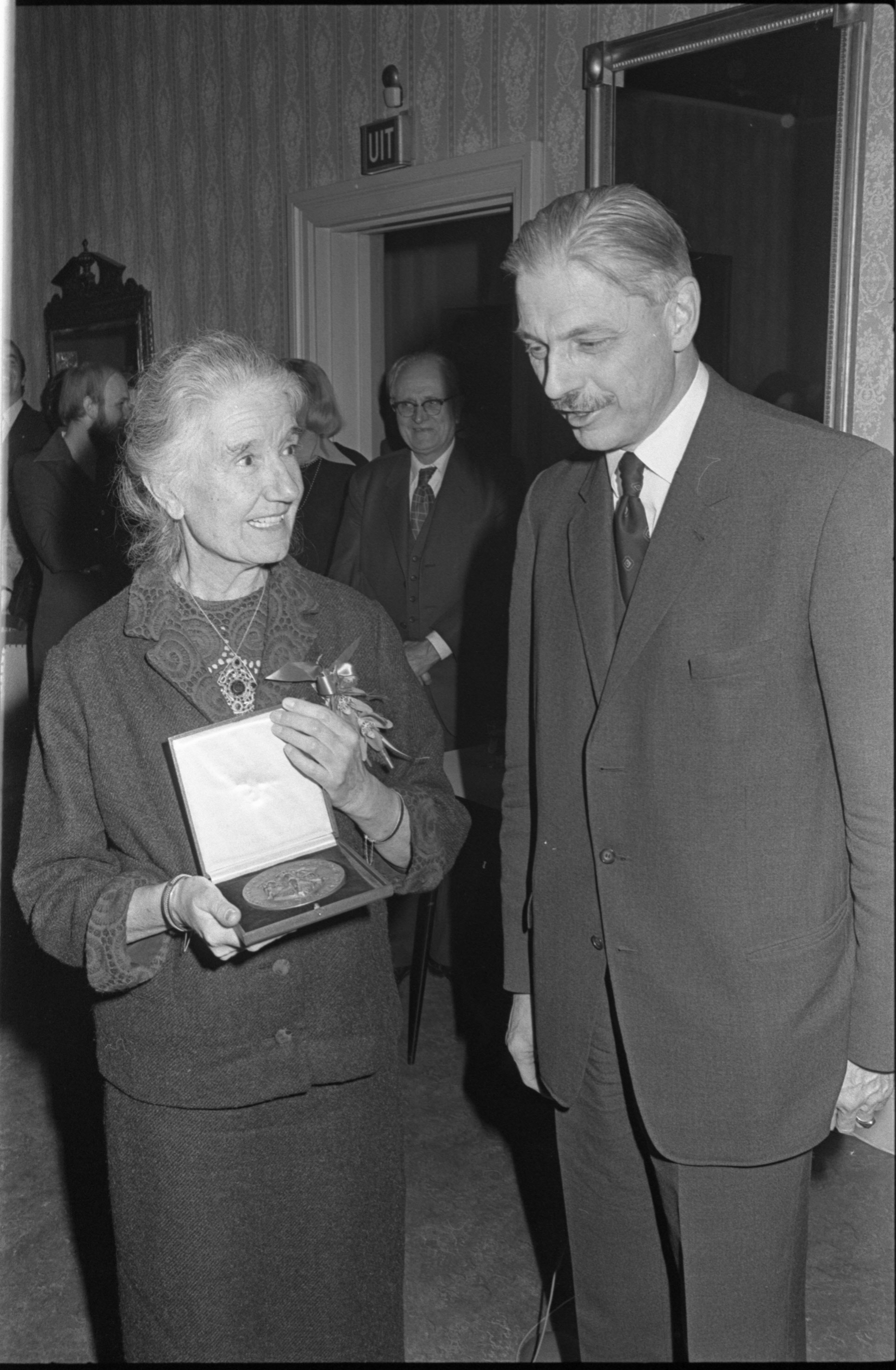
Tinta Drost met Laurenspenning, 1975